# Disputa de l'ase
La Disputa de l'ase (ca. 1417) és una novel·la dialogada en català de la qual no se'n conserva la versió original. Fou escrita per Anselm Turmeda (o en àrab Abd-Al·lah at-Tarjuman al-Mayurqí) i és la seva obra més extensa en la seva llengua materna.
Fou escrit a Tunis després que l'autor renegués del cristianisme i es convertís a l'islam. De fet, es tracta d'una obra d'inspiració plenament àrab i gran part del material de l'obra prové de La disputa dels animals contra l'home inclosa a Epístoles dels Germans de la Puresa, un text enciclopèdic d'una escola teològica xiïta del segle x. Tanmateix, Turmeda hi afegeix un context narratiu i una conclusió diferent.
Degué estar escrita el 1417 o poc després, ja que en el mateix llibre es fa referència a aquesta data en un moment de la narració. Tanmateix, de la primera edició en català de què es té constància és la que fou editada a Barcelona l'any 1509 amb el títol Disputa de l'ase contra frare Encelm Turmeda sobre la natura e noblesa dels animals. L'edició original en català s'ha perdut, probablement, pel fet que fou censurat i l'any 1583 la inquisició espanyola l'inclogué a l'Índex de llibres prohibits. El seu contingut és conegut gràcies a la traducció francesa impresa a Lió l'any 1544 i també gràcies a la que es feu a l'alemany el 1606 a Montbéliard (Franc Comtat). L'únic fragment original de l'obra que s'ha conservat és la Profecia de l'ase, una profecia que recita l'ase al final de l'obra i que es publicà de manera autònoma.

## Argument
Tots els animals, des dels més nobles als més humils i amb l'excepció dels peixos, es troben reunits en un locus amoenus per tal d'elegir successor d'entre els parents del rei lleó, que havia mort sense hereus. Unànimement, acorden acceptar a qui designi el cavall, el qual tria el «lleó roig de llarga cua», cosí del difunt. Les festes commemoratives per l'entronització desperten Anselm Turmeda, narrador protagonista de la narració, que dorm a les proximitats. Descobert pels animals, el nou rei l'identifica amb el frare mallorquí que defensa l'absurda idea que els homes són superiors als animals, per la qual cosa s'acorda una disputa per refutar tal opinió.
Així doncs, Turmeda s'haurà d'enfrontar públicament en un tribunal contra un representant dels animals: l'«ase ronyós de la cua tallada», un animal tan humil que per Turmeda «no hauria valgut ni deu rals a la fira de Tarragona». La disputa es desenvolupa amb la presentació d'un seguit arguments per part de fra Anselm, fins a dinou, que són consecutivament refusats per l'ase. Tots són refutats tret del darrer, relatiu a l'encarnació de Déu en home que acaba donant la victòria al frare.
Tot i que Turmeda acaba demostrant la superioritat de l'home respecte dels animals a través del fet que Déu s'encarnà en home, l'obra conté un missatge clarament anticlerical, un fet que la portà a figurar entre els llibres prohibits per la inquisició espanyola. A la Disputa, el Turmeda autor, a través de la figura de l'ase, intenta demostrar com els set vicis capitals s'ha apoderat dels religiosos a través de contes, alguns dels quals tenen elements còmics i satírics.